# Дарданский язык
Да́рданский/Дарданцский язык. Вымерший ныне язык, на котором говорили балканские племена Дарданцев(др.греч-Dardaneis, лат.-Dardani)
Язык относится к Индоевропейской языковой семье, в рамках которой входит в условную группу не классифицированных палеобалканских языков.
Ареал распространения языка Дарданцев охватывал всё Косово, часть южной Сербии, а также небольшие территории современных: Албании, Болгарии, Северной Македонии.
Насчёт родственных ему языков ведутся споры, некоторые исследователи считают, что язык относился к Фракийским языкам. Хотя большинство лингвистов склонны думать, что Дарданский язык стоить относить к Иллирийской группе языков. Поскольку многочисленные топонимы Дарданского региона указывают на их принадлежность к иллирийской ветви. В сохранившихся глоссах (названия растений) выделяется суффикс -itis, а корни идентифицируются как индоевропейские Есть также и лингвисты, которые предполагают, что дарданский язык являлся смесью, этих двух языковых групп.
Существует, теория что дарданский язык является предком, албанского языка, ввиду множества албанских слов идентифицированных как заимствования из дарданского, единых корней, суффиксов и т.п во многих словах.
На дарданском языке говорили примерно с VI-V века до р.х по I-II век после р.х. Язык пришёл в упадок после Римского завоевания Дардании, во время правления Августа. Он был быстро вытеснен латынью.На изображении изображены границы Королевства Дардании в III веке до нашей эры, границы царства вероятно приблизительно совпадали с ареалом распространения Дарданского языка.